# Bisher Al-Khasawneh
Pour les articles homonymes, voir Khasawneh.
Bisher Al-Khasawneh, né le 27 janvier 1969, est un diplomate et homme d'État jordanien. Il est conseiller du roi Abdallah II pour la communication et la coordination à la cour royale,, il a été ministre des Affaires juridiques entre 2017 et 2018 et ministre des Affaires étrangères entre 2016 et 2017.
Al-Khasawneh était également ambassadeur de Jordanie en Égypte, en France, au Kenya, en Éthiopie, à l'Union africaine, dans la Ligue des États arabes et à l'UNESCO. Il a également été coordinateur général et directeur du Bureau du processus de paix et des négociations en Jordanie.
Il est Premier ministre du 12 octobre 2020 au 15 septembre 2024, date à laquelle il démissionne après les élections législatives, il est remplacé par Jafar Hassan.

## Qualifications
- Licence en droit de l'université de Jordanie.
- Diplôme exécutif en lutte contre la radicalisation et le terrorisme de l'université de la Défense nationale.
- Diplôme exécutif en politiques publiques de la John F. Kennedy School of Government de l'université Harvard.
- Maîtrise en affaires internationales, diplomatie et économie de SOAS, université de Londres.
- Maîtrise en droit international et doctorat en droit de la London School of Economics and Political Science[9],[10].

## Postes
- Ministre des Affaires juridiques.
- Président du Comité juridique du Conseil des ministres de Jordanie.
- Membre du Conseil des ministres jordanien du développement économique, des services et des affaires sociales.
- Conférencier à la faculté de droit de l'université de Jordanie et à l'Institut jordanien de diplomatie.
- Directeur général du Centre d’information de Jordanie.
- Conseiller au Bureau de législation de l'office du Premier ministre.
- Ambassadeur du royaume Hachémite de Jordanie au Caire.

## Décorations
- Commandeur de l'Ordre de l'étoile de Jordanie.
- Officier de l'Ordre de l'Indépendance.